# نموشة
نِمُوشَة (من اللاتينية: لِينُوزَا Lenusa، بالإيطالية: لِينُوزَا Linosa) أحد الجزر البلاجية الإيطالية، وهي تبعد 160 كم جنوب جزيرة صقلية ونفس المسافة شرق السواحل التونسية.

## معرض صور

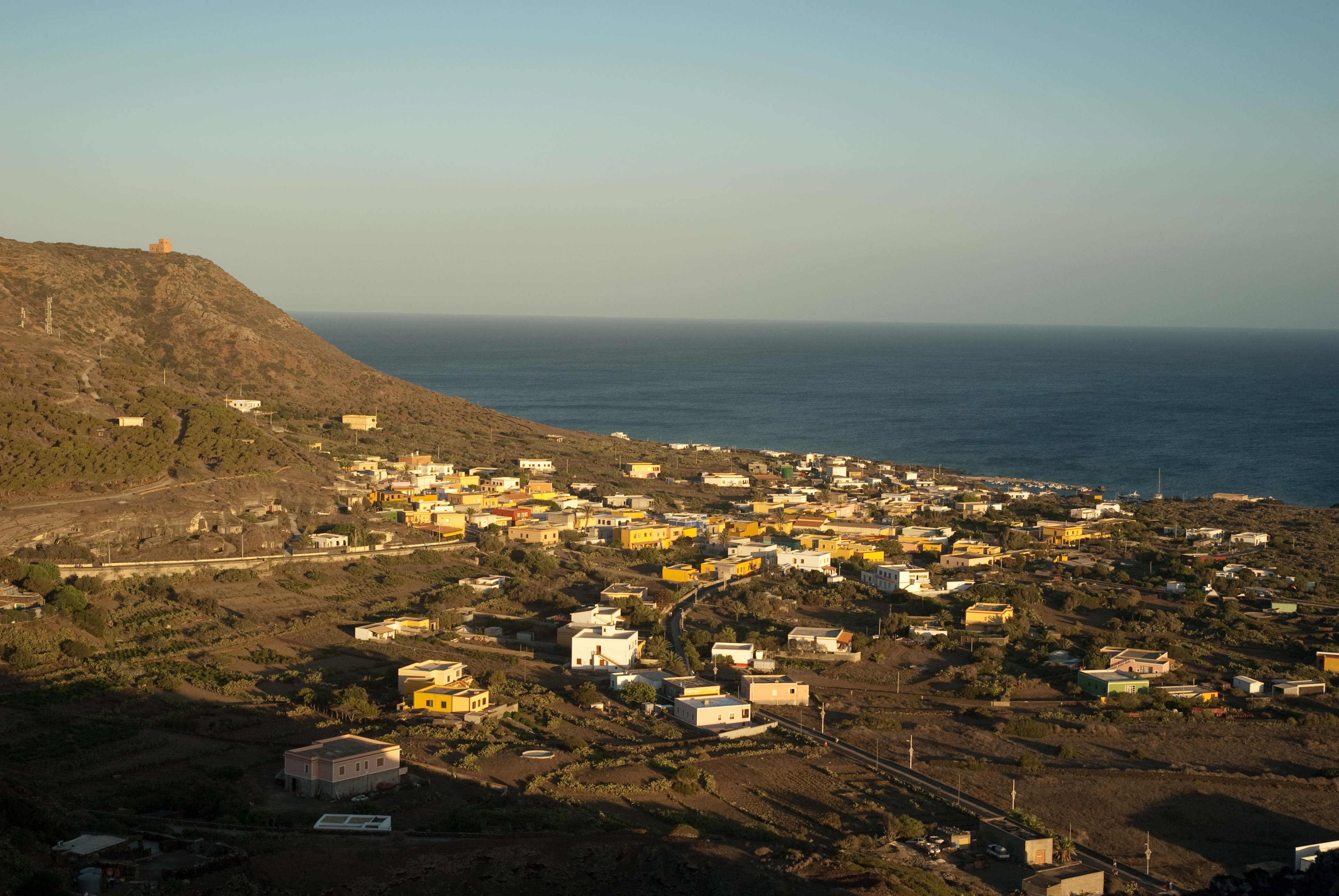
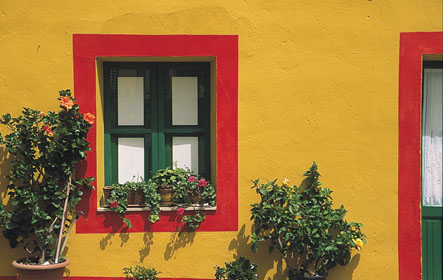
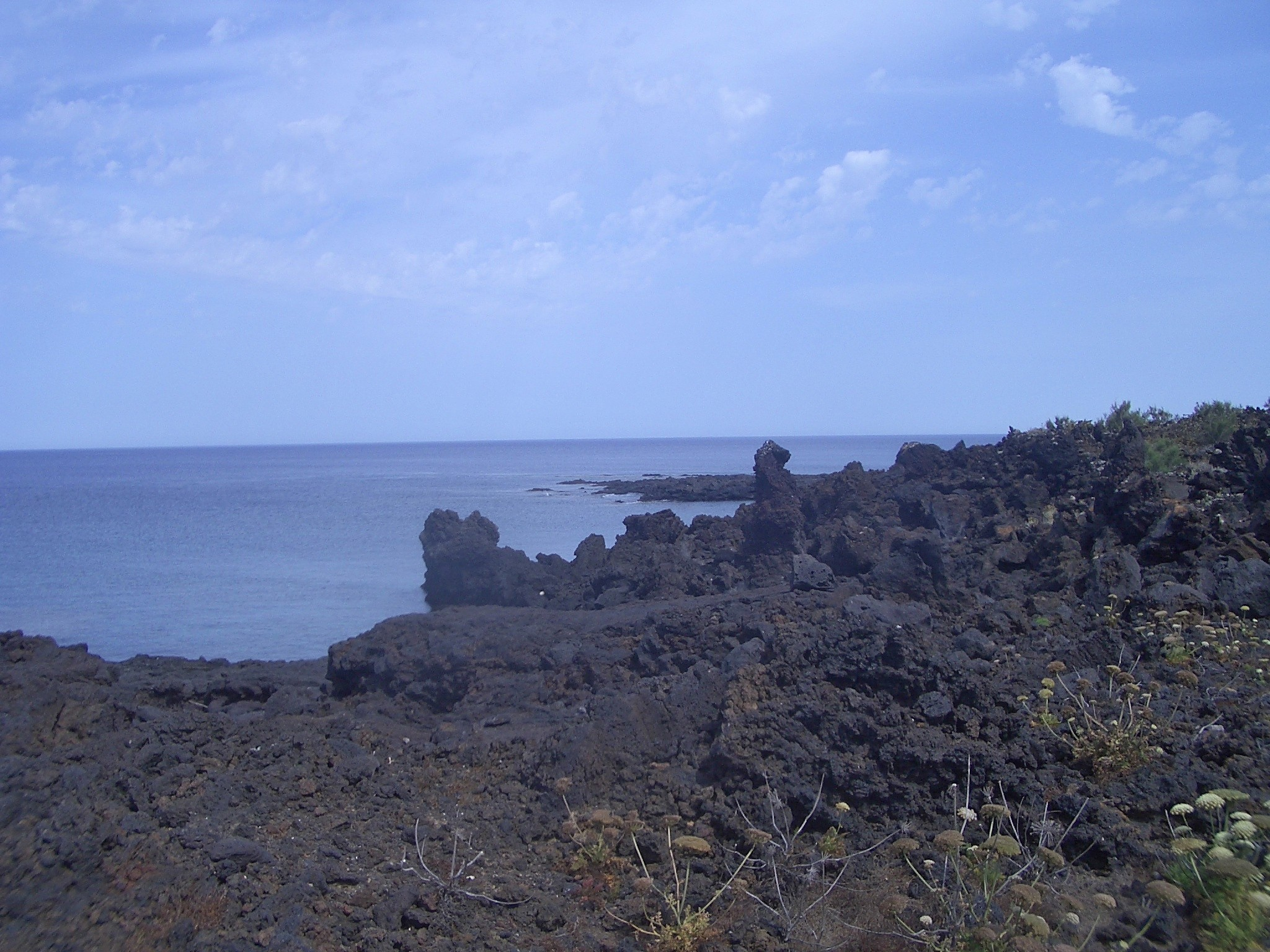
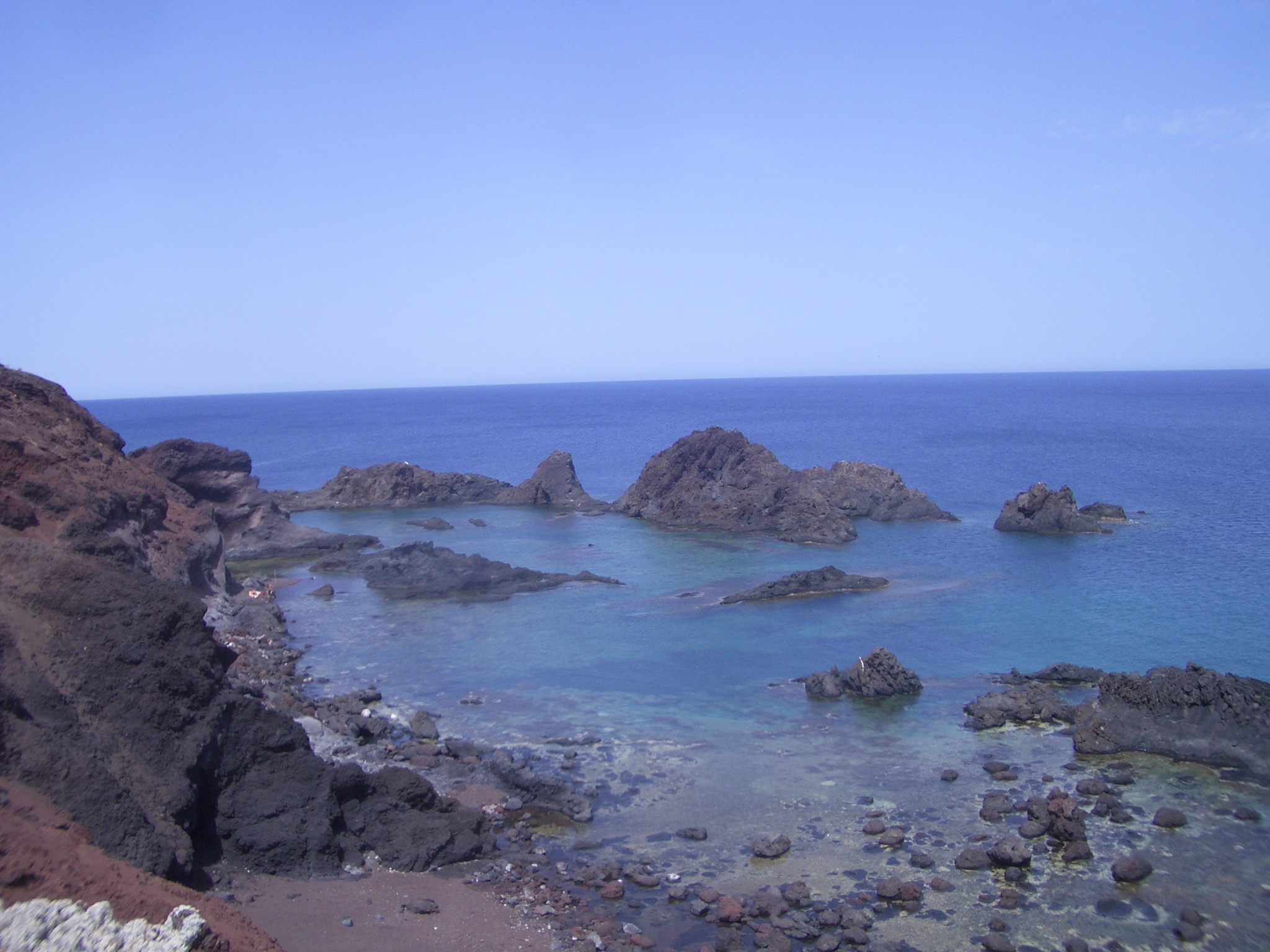